# Selenops kruegeri
Selenops kruegeri là một loài nhện trong họ Selenopidae.
Loài này thuộc chi Selenops. Selenops kruegeri được George Newbold Lawrence miêu tả năm 1940.